# 오성여객
오성여객(五星旅客)은 부산광역시 수영구 민락본동로31번길 33 (민락동)에 본사를 두고 있는 부산광역시의 시내버스 운영 업체이다.

## 역사 및 현황
1954년에 설립하였고, 1979년 4월 9일 현재의 사명으로 변경되었다.
2016년 11월에 부산 최초로 전기버스 운행을 시작했으며, 에디슨 화이버드 전기버스를 도입했다. 이에 따라 민락동차고지에 전기버스 충전기를 설치했다. 기존 62번의 운행 구간을 단축하여 전기버스 시범 노선으로 신설한 1번 노선을 시작으로 전기버스의 운행을 시작했으며, 62번과 108번에도 전기버스 운행을 확대한 후 1번 노선을 62번에 통합했다.
E-화이버드의 운행 개시 후 차령이 도래한 몇몇 노후차량들을 대차하기 위해 화이버드 천연가스버스도 추가로 도입하여, 부산 최초로 화이버드 전기/CNG 모델을 운용하는 회사가 됐다. 동시에 부산 유일의 화이버드 운용 업체이다. 현대 일렉시티는 상대적으로 늦게 도입했으며, 2021년에 처음으로 도입했다.

## 차고지
- 부산광역시 수영구 민락본동로31번길 33 (민락동) (전노선 시종착 및 관리)

## 운행 노선
- ● 62번 : 민락동 ↔ 광안리해수욕장 ↔ 수영사적공원 ↔ 부산지방병무청 ↔ 송상현광장 ↔ 롯데호텔 부산 ↔ 서부터미널 ↔ 신라대
- ● 108번 : 민락동 ↔ 광안리해수욕장 ↔ 문현교차로 ↔ 서면 ↔ 개금 ↔ 주례 ↔ 엄궁동

### 과거 운행 노선
- ● 1번 : 민락동 ↔ 광안리해수욕장 ↔ 수영사적공원 ↔ 부산지방병무청 ↔ 송상현광장 ↔ 롯데호텔 부산 ↔ 부암역 (2021년 1월 16일 62번으로 통합)

## 주요 운용 차량
- 에디슨모터스 화이버드
- 에디슨모터스 E-화이버드
- 현대 뉴 슈퍼 에어로시티
- 현대 일렉시티